# エニセイ系民族

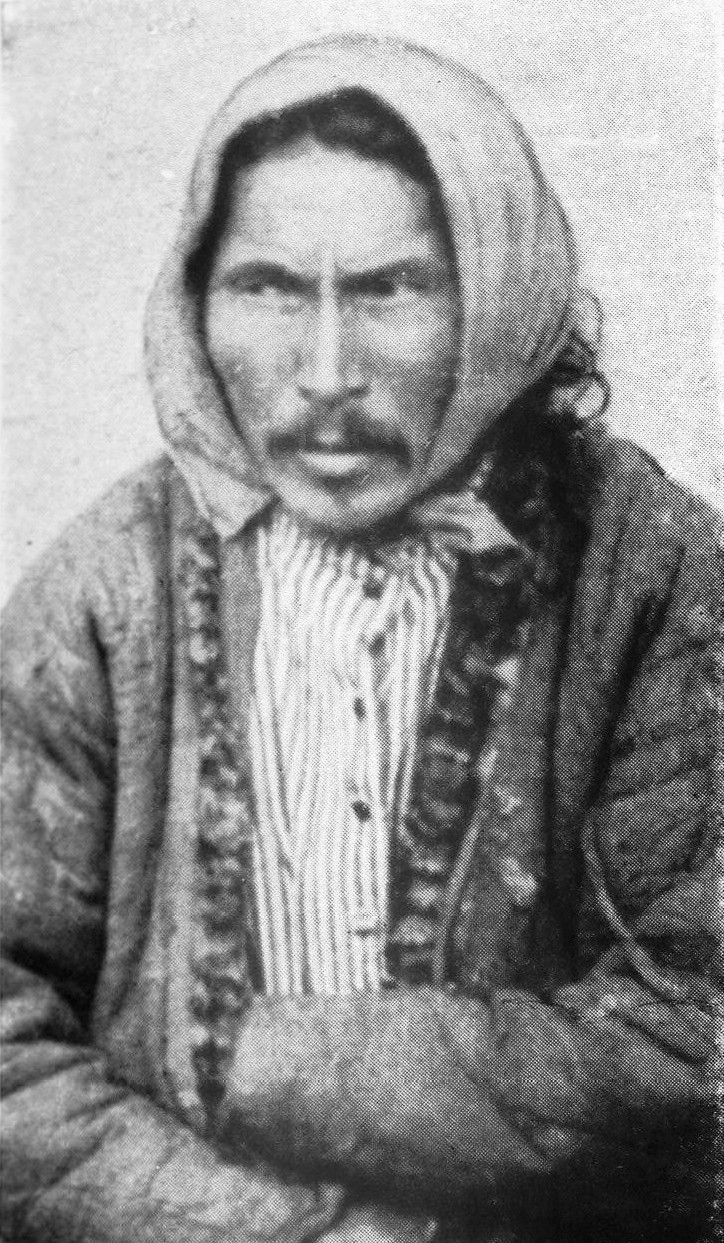
ロシアのケット人男性

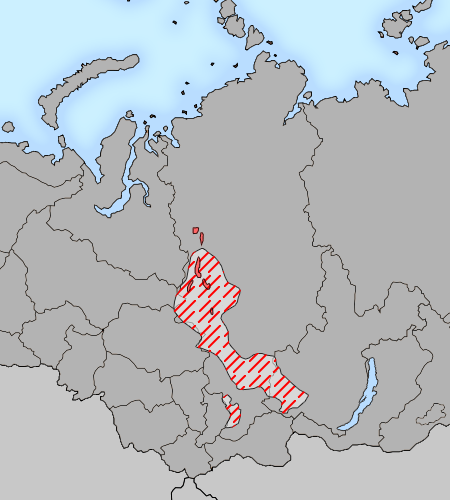
ロシア人の歴史的記録によるエニセイ語族の分布。

エニセイ系民族、エニセイ人（Yeniseisan peoples）は、エニセイ語族の言語を話すシベリアの民族集団である。歴史的には、中央シベリアと北モンゴル全体にエニセイ系民族が存在していた証拠があるが、今日生き残っているのはケット人だけである。現代のケット人は、シベリア北部のエニセイ川の東中部に沿って住んでいる。 2010年の国勢調査によると、ロシアには1,220人のケット人が住んでいる。
エニセイ語族のデータに基づくと、エニセイ語族はサヤン山脈周辺とバイカル湖の南端に起源を持っている。エニセイ系民族の既知の歴史的分布からは、エニセイ系民族は北方への移住した可能性が高いと考えられており、現代のケット人はエニセイ系民族の分布拡大の最北端とされる。この移住は、匈奴連合の崩壊の結果として起こった可能性があり、アレキサンダー・ボビンによれば、匈奴にはエニセイ語族の言語を話す支配階級のエリート層がいた可能性が高い。
中国で後趙を樹立した匈奴の支部である羯は、言語学的および民族地理学的データに裏付けられているように、起源はテュルク系民族ではなくエニセイ系民族であった可能性が高い。
デネ・エニセイ語族の提案により、エニセイ語族はアメリカ先住民の言語、特にアサバスカ諸語と結びつくとされている。エニセイ系民族はベーリング地峡から中央シベリアへの逆移住を表していることが示唆されている。